# Erica Blasberg
Erica Paige Blasberg (14 de julho de 1984 - 9 de maio de 2010) foi uma golfista norte-americana que jogou na LPGA.